# Les diseurs de vérité
Les diseurs de vérité (en àrab Al-Sahafiyoun) és una pel·lícula dramàtica neerlandesa-algeriana rodada en francès i ambientada a Algèria del 2000, dirigida i escrita per Karim Traïdia, algerià resident als Països Baixos. L'argument està inspirat en la vida del periodista Saïd Mekbel (Le Matin), conegut durant una estada a Amsterdam i que va ser assassinat el 3 de desembre de 1994, al seu retorn a Alger.

## Història
Sahafi és un periodista algerià dissident que escriu columnes satíriques a un diari, raó per la qual és amenaçat de mort i ha patit una sèrie d’atemptats contra la seva vida. Per això marxa als Països Baixos, on es troba el seu amic Madjid, que li recomana demanar-hi asil polític. Però cCom a parlant de la veritat es nega a conformar-se amb les intimidacions polítiques de la gihad islàmica.

## Repartiment
- Sid Ahmed Agoumi
- Mireille Perrier
- Jaap Spijkers
- Monic Hendrickx
- Mahmoud Benyacoud
- Rabah Loucif
- Saïd Bouskra
- Karim Traïdia.

## Premis i nominacions
Karim Traïdia va ser nominat al Premi Tigre al Festival Internacional de Cinema de Rotterdam l'any 2000. Va guanyar una Palma d'Or i el premi a la millor actuació masculina a la XXI edició de la Mostra de València,